# 九峰溪
九峰溪，位于中华人民共和国福建省西南部和广东省东北部，是梅潭河左岸支流，发源于福建平和县西部崎岭乡上官峰后双坑北的一个海拔1057.1米无名峰南麓，向南流经崎岭乡、九峰镇，于九峰鸡岑山左纳霞峰溪后转西北流，最后于广东大埔县大东镇灯心堂以南注入梅潭河。河长40.7千米，流域面积368.2平方千米。